# Maximilian Müller
Maximilian Müller, född den 11 juli 1987 i Nürnberg, Tyskland, är en tysk landhockeyspelare.
Han tog OS-guld i herrarnas landhockeyturnering i samband med de olympiska landhockeytävlingarna 2008 i Peking.
Han tog OS-guld igen i samma gren i samband med de olympiska landhockeytävlingarna 2012 i London.